# Hareidlandet
Hareidlandet er den største ø i landskabet Sunnmøre i Møre og Romsdal fylke i Norge. Den har et areal på 166 kvadratkilometer.
Øen har broforbindelse med Gurskøya over Dragsundbroen og vej videre mod Fosnavåg og Runde. Øen er adskilt fra den lille ø Dimna, af en kort bro. I øst er øen adskilt fra fastlandet af Vartdalsfjorden. Eiksundsambandet knytter Hareidlandet til fastlandet med en undersøisk tunnel. Kommunerne Hareid og Ulstein ligger på øen. Ulsteinvik er et vigtigt center med indkøbscenter og skibsbygningsindustri. Udenfor Hjørungavåg i Hareid skal Slaget ved Hjørungavåg have fundet sted. Der går også ferje ifra Hareid til Sulesund i Sula Kommune, og derfra vej mod Ålesund der er den største by i Møre og Romsdal.
Højeste bjerg på øen er Blåtinden, som er 697 m.o.h, næsthøjeste er Kongsvollen (683 m.o.h) begge i Ulstein.